# Faredin Imre
Faredin Imre (Makó, 1922. május 14. – Szeged, 1997. december 15.) magyar klinikai vegyész, biokémikus, egyetemi tanár. A biológiai tudományok kandidátusa (1965), a biológiai tudományok doktora (1976).

## Életpályája
Szülei: Faredin Rusztem és Tóth Ilona voltak. 1932–1940 között a Dugonics András Piarista Gimnázium diákja volt. 1940–1945 között a Szegedi Tudományegyetem hallgatója volt. 1946–1947 között a Pécsi Tudományegyetem Kémiai Intézetének gyakornoka volt. 1947–1949 között a SZOTE Általános és Szervetlen Vegytani Intézet tanársegédeként tevékenykedett. 1949–1976 között az I. sz. Belklinika tudományos munkatársa, főmunkatársa, majd címzetes docense volt. 1961-ben Moszkvában, 1966-ban Milánóban, 1970-ben Hamburgban volt tanulmányúton. 1976–1992 között a SZOTE Endokrinológiai Osztály és Kutató Laboratórium docense, egyetemi tanára volt. 1992–ben nyugdíjba vonult; a SZOTE Endokrinológiai Önálló Osztály és Kutató Laboratórium professzor emeritusa lett.
Tudományos tevékenységei: endokrinológia, szteroidok analitikája, metabolizmusa, androgének, antiandrogének.

## Magánélete
1975-ben házasságot kötött Kondorosi Évával. Két gyermekük született: Imre Rusztem (1976) és Enikő (1978).

## Művei
- Néhány fontosabb pregnanvázas szteroid szimultán meghatározása emberi vizeletből és a módszer jelentősége a klinikai gyakorlatban (MTA kandidátusi értekezés, 1965)
- Steroids in Human Skin (monográfia, társszerzőkkel, Akadémia Kiadó, 1972)
- Androgen szteroidok biotranszformációja az emberi bőrben (MTA doktori értekezés, 1975)
- Komplex program szarvasmarhák szaporodásbiológiai állapotának felmérésére (monográfia, társszerzőkkel, 1986)
- A klinikai endokrinológia újabb eredményei (társszerzőkkel, Szeged, 1991)

## Díjai, elismerései
- Az Egészségügy Kiváló újítója (1961)
- Welcom Trust-ösztöndíj (1965-1966)
- MOTESZ-díj (1972)
- Jendrassik Loránd-emlékérem (1993)